# روث إيلا مور
روث إيلا مور (بالإنجليزية: Ruth Ella Moore)‏ هي جراثيمية وأحيائية أمريكية، ولدت في 1903 في كولومبوس في الولايات المتحدة، وتوفيت في 1994 في روكفيل في الولايات المتحدة.